# أرتميس والأيل (تمثال)
أرتميس والأيل (بالإنجليزية: Artemis and the Stag)‏ هو تمثال برونزي إمبراطوري روماني أو هلنستي للإلهة اليونانية القديمة أرتميس. في يونيو 2007، عرض معرض ألبرايت نوكس للفنون التمثال في المزاد؛ حقق 28.6 مليون دولار، وهو أعلى سعر بيع لأي منحوتة في ذلك الوقت.

## الوصف
وُصف التمثال بأنه «من أجمل الأعمال الفنية الباقية من العصر الكلاسيكي». يحظى بتقدير كبير لحالة حفظه الممتازة، على الرغم من القوس المفقود، وتفاصيله الدقيقة، لا سيما في وجه أرتميس.